# Soudorgues
Soudorgues – miejscowość i gmina we Francji, w regionie Oksytania, w departamencie Gard.
Według danych na rok 1990 gminę zamieszkiwało 199 osób, a gęstość zaludnienia wynosiła 8 osób/km² (wśród 1545 gmin Langwedocji-Roussillon Soudorgues plasuje się na 710. miejscu pod względem liczby ludności, natomiast pod względem powierzchni na miejscu 278.).